# Supercopa de Francia 2017
La Supercopa de Francia 2017, fue la 41ª edición del torneo organizado por la Federación Francesa de Fútbol (FFF) entre los campeones de la Ligue 1 y la Copa de Francia de la temporada pasada. 
El partido se disputó el 29 de julio de 2017 en el Estadio Ibn Battouta de la ciudad de Tánger (Marruecos). Además, fue la novena edición consecutiva disputada fuera de Francia. 
La disputaron el AS Mónaco, que ganó la Ligue 1 2016-17, y el París Saint-Germain, que ganó la Copa de Francia 2016-17.

## Equipos participantes
| Mónaco              |  | Bandera de Mónaco  |  | Campeón de la Ligue 1 2016-17         |
| París Saint-Germain |  | Bandera de Francia |  | Campeón de la Copa de Francia 2016-17 |

### Ficha del partido
| 1          | POR        | Danijel Subašić |     |
| 5          | DEF        | Jemerson        |     |
| 25         | DEF        | Kamil Glik      |     |
| 38         | DEF        | Almamy Touré    |     |
| 4          | DEF        | Terence Kongolo | 66' |
| 2          | MED        | Fabinho         |     |
| 17         | MED        | Youri Tielemans |     |
| 19         | MED        | Djibril Sidibé  | 77' |
| 27         | MED        | Thomas Lemar    |     |
| 10         | DEL        | Kylian Mbappé   | 71' |
| 9          | DEL        | Radamel Falcao  |     |
| Entrenador | Entrenador | Leonardo Jardim |     |

| 16         | POR        | Alphonse Aréola |     |
| 12         | DEF        | Thomas Meunier  |     |
| 5          | DEF        | Marquinhos      |     |
| 2          | DEF        | Thiago Silva    |     |
| 20         | DEF        | Layvin Kurzawa  |     |
| 8          | MED        | Thiago Motta    | 71' |
| 6          | MED        | Marco Verratti  | 90' |
| 25         | MED        | Adrien Rabiot   |     |
| 32         | MED        | Dani Alves      |     |
| 10         | MED        | Javier Pastore  | 86' |
| 9          | DEL        | Edinson Cavani  |     |
| Entrenador | Entrenador | Unai Emery      |     |

| 20 | MED | Rony Lopes          | 66' |
| 11 | DEL | Guido Carrillo      | 71' |
| 12 | MED | Allan Saint-Maximin | 77' |

| 14 | MED | Blaise Matuidi     | 71' |
| 15 | DEL | Gonçalo Guedes     | 86' |
| 24 | MED | Christopher Nkunku | 90' |

| Anotado | 30' | Djibril Sidibé | 1–0 |

| Anotado | 50' | Dani Alves    | 1–1 |
| Anotado | 63' | Adrien Rabiot | 1–2 |

| Amonestado | 50' | Djibril Sidibé |
| Amonestado | 53' | Kamil Glik     |
| Amonestado | 81' | Fabinho        |

| Amonestado | 81' | Marco Verratti |

| Árbitro             | Noureddine El Jaafari |
| Árbitros asistentes | Hicham Ait Abbou      |
| Árbitros asistentes | Lahcen Azgaou         |
| Cuarto árbitro      | Adil Zourak           |

| 1          | POR        | Danijel Subašić |     |
| 5          | DEF        | Jemerson        |     |
| 25         | DEF        | Kamil Glik      |     |
| 38         | DEF        | Almamy Touré    |     |
| 4          | DEF        | Terence Kongolo | 66' |
| 2          | MED        | Fabinho         |     |
| 17         | MED        | Youri Tielemans |     |
| 19         | MED        | Djibril Sidibé  | 77' |
| 27         | MED        | Thomas Lemar    |     |
| 10         | DEL        | Kylian Mbappé   | 71' |
| 9          | DEL        | Radamel Falcao  |     |
| Entrenador | Entrenador | Leonardo Jardim |     |

| 16         | POR        | Alphonse Aréola |     |
| 12         | DEF        | Thomas Meunier  |     |
| 5          | DEF        | Marquinhos      |     |
| 2          | DEF        | Thiago Silva    |     |
| 20         | DEF        | Layvin Kurzawa  |     |
| 8          | MED        | Thiago Motta    | 71' |
| 6          | MED        | Marco Verratti  | 90' |
| 25         | MED        | Adrien Rabiot   |     |
| 32         | MED        | Dani Alves      |     |
| 10         | MED        | Javier Pastore  | 86' |
| 9          | DEL        | Edinson Cavani  |     |
| Entrenador | Entrenador | Unai Emery      |     |

| 20 | MED | Rony Lopes          | 66' |
| 11 | DEL | Guido Carrillo      | 71' |
| 12 | MED | Allan Saint-Maximin | 77' |

| 14 | MED | Blaise Matuidi     | 71' |
| 15 | DEL | Gonçalo Guedes     | 86' |
| 24 | MED | Christopher Nkunku | 90' |

| Anotado | 30' | Djibril Sidibé | 1–0 |

| Anotado | 50' | Dani Alves    | 1–1 |
| Anotado | 63' | Adrien Rabiot | 1–2 |

| Amonestado | 50' | Djibril Sidibé |
| Amonestado | 53' | Kamil Glik     |
| Amonestado | 81' | Fabinho        |

| Amonestado | 81' | Marco Verratti |

| Árbitro             | Noureddine El Jaafari |
| Árbitros asistentes | Hicham Ait Abbou      |
| Árbitros asistentes | Lahcen Azgaou         |
| Cuarto árbitro      | Adil Zourak           |

| Bandera de Francia                    |
| Campeón París Saint-Germain 7º título |